# Галасы ЗМеста
«Галасы 3Места» — белорусская музыкальная группа из Барановичей, сформированная в 2020 году.
Группа была выбрана Белтелерадиокомпанией для представления Беларуси на конкурсе песни «Евровидение-2021» с песней «Я научу тебя», которая была выпущена 9 марта 2021 года. Однако 11 марта 2021 года песня была отвергнута Европейским вещательным союзом (EBU), поскольку «ставит под сомнение неполитический характер конкурса», и была удалена с его официального YouTube-канала. Впоследствии группа представила вторую песню под названием «Песенка про зайца», которая также была отклонена EBU по тем же причинам. В конечном итоге группа не была допущена к выступлению на «Евровидении-2021» от Беларуси.

## История группы
Название группы «Галасы ЗМеста» появилось лишь весной 2020 года. Толкование этого названия двоякое: это голоса как мнения людей из глубинки, а также голоса со смыслом («змест» — по-белорусски «содержание», «смысл»).

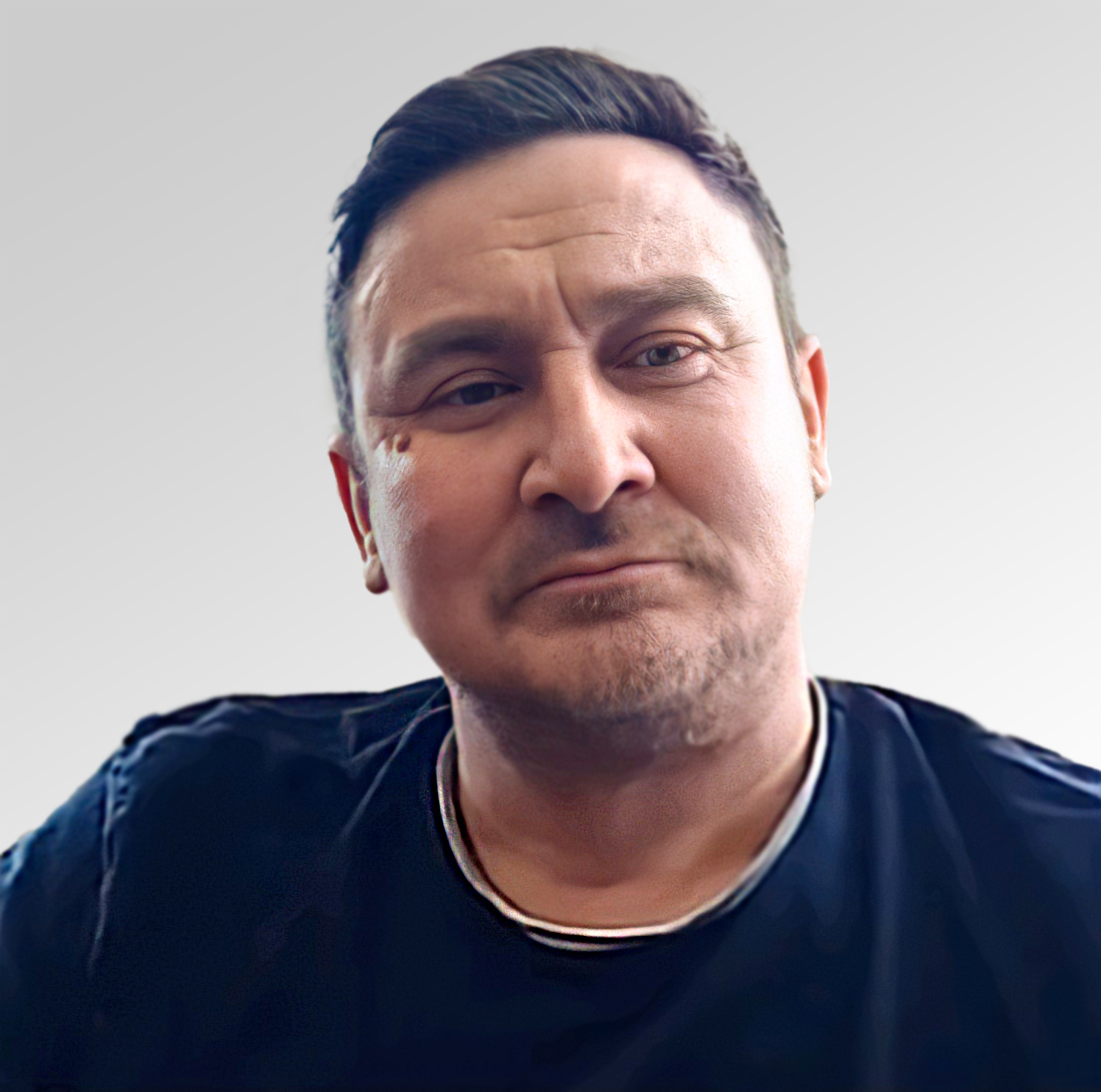
Лидер группы Дмитрий Бутаков

Группа состоящая из пяти человек, созданная бывшими участниками КВН, зазвучала спустя пару месяцев после начала протестов в Беларуси. Для всех участников игра в ансамбле не является основной работой: барабанщик Максим Пономаренко — руководитель барановичского народного ансамбля «Явар», гитаристы Евгений Кардаш и Евгений Артюх — преподаватели музыкальной школы, вокалистка Ирина Сорговицкая — школьный психолог, вокалист и автор текстов песен Дмитрий Бутаков — военный переводчик.
Музыканты так объясняют свою концепцию:
Планировалось петь песни на злобу дня и выражать взгляд на происходящие в стране события, так сказать, из глубинки, провинции. Естественно, выборы и последовавший за ними цирк только подхлестнули нас, и песни стали сочиняться практически сами.
В интервью tut.by фронтмен группы Дмитрий Бутаков сообщил:
— Я вообще, честно говоря, «совок» самый настоящий — до сих пор развала страны большой не могу пережить. Беларусь как отдельное самостоятельное государство? Мне сложно это принять.

Дмитрий Бутаков выступает «против радикальных и псевдореволюционных изменений», а также ему не нравятся «лидеры вот эти странные, сменяемые, бесконечные».

В своём творчестве группа иронизирует по поводу Телеграм-каналов, разнообразных форм белорусских протестов и их участников, равноправия женщин. К марту 2021 года на официальном канале и сайте группы было выложено около 20 композиций. Участники группы сообщают, что таким образом они решили показать своё отношение к «технологиям цветных революций». Также они считают, что они разрушают страны под соусом «политической борьбы». Их песни часто пересекаются с протестной тематикой. Также у группы есть сатирическая песня под названием «Евромечта». В ней исполнители иронизируют насчёт современных европейских ценностей:
«Хочется и равенства, и братства, и повсюду волю изъявлять, в трепетном порыве толерантства на сыночка платье надевать». 
В декабре 2020 года музыканты выступили с концертом на сцене Купаловского театра.

## Участие в «Евровидении»
Белтелерадиокомпания опубликовала видео с песней, с которой музыканты собирались покорить «Евровидение». За первые сутки на официальных страницах конкурса песня «Я научу тебя» стала лидером по числу просмотров и комментариев. Претензии были самыми разнообразными — например, журналистам из Eurovoix не понравились как слова «я научу тебя ходить по струночке», которые они ассоциировали с подавлением протеста, так и отрицательное отношение группы к трансгендерам, поэтому журналисты заявили, что их долгом является замалчивание участия Беларуси в фестивале. Многие[кто?] заметили в песне политический контекст против оппозиции в Беларуси, также в сети появилось большое количество негативных отзывов.
11 марта Европейский вещательный союз отметил, что текст песни нарушает правила конкурса о запрете политических высказываний и предложил Белтелерадиокомпании сменить композицию или внести коррективы. Также Союз заявил, что в противном случае будет принято решение о дисквалификации Беларуси как страны-участницы с конкурса. Вскоре ролик на песню был удалён с официального канала Евровидения. Фронтмен группы заявил, что, вероятнее всего, изменять в песне ничего не будут.
Требование изменить текст песни (организаторам не понравились слова «я научу тебя ходить по струночке» и «я научу тебя плясать под дудочку») — очень редкое явление в истории «Евровидения» (до 2021 года последний раз случалось в 2009 году, см. We Don’t Wanna Put In), даже текст песни Джамалы «1944», рассказывавшей о депортации крымских татар, был сочтён допустимым.
В интервью АТН Бутаков сообщил, что песня по смыслу отражает настоящие общемировые тенденции: засилье сверхпотребления, чтобы никто не лез в политику, что людям внушается, что они должны сидеть дома, а им объяснят, как нужно себя вести, какие слова употреблять и т. д. В интервью «Настоящему Времени» Бутаков сказал, что в тексте песни он «вообще не говорил о политике», и это «очевидно для любого человека, который читать умеет или хотя бы даёт себе труд задумываться над словами».